# Hamish Stuart
Pour les articles homonymes, voir Stuart.
Hamish Stuart (né James Hamish Stuart, le 8 octobre 1949, Glasgow, Écosse) est un musicien écossais. C'est un guitariste, bassiste, chanteur, compositeur et producteur. 

## Biographie
Hamish Stuart est d'abord batteur d'un groupe de lycée. Il passe à la guitare et à la basse et enregistre quelques chansons avec son premier groupe, The Dream Police, avant d'être invité à rejoindre une nouvelle formation appelée Average White Band en juin 1972.
Il reste membre du AWB jusqu'en 1982 puis va travailler avec Aretha Franklin, Chaka Khan et David Sanborn et compose pour Smokey Robinson, Jeffrey Osborne, George Benson et Diana Ross.
Il rejoint le nouveau groupe de Paul McCartney (en passant de la guitare à la basse suivant les besoins de McCartney) en 1989, et apparait sur les albums à partir de Flowers in the Dirt et pour les tournées mondiales jusqu'en 1993.
Il enregistre son premier album solo Sooner or Later en 1999, 17 ans après avoir quitté the Average White Band (AWB), sur son propre label, Sulphuric Records.
En 2006, il rejoint un autre ex-Beatles en effectuant une tournée avec Ringo Starr & His All-Starr Band comme bassiste.

## Discographie

### Solo
- 1999 : Sooner Or Later
- 2003 : Let It Snow

### Average White Band
- 1973 : Show Your Hand - (ré-édité en 1975 sous le nom Put It Where You Want It)
- 1974 : AWB
- 1975 : Cut the Cake
- 1976 ; Soul Searching
- 1976 : Person to Person album live
- 1977 : AWB/Live at Montreux album live
- 1977 ; Benny & Us
- 1978 : Warmer Communications
- 1979 : Feel no Fret
- 1980 : Shine
- 1982 : Cupid's in Fashion

### Chaka Khan
- Chaka (1978)
- Naughty (1980)
- What Cha' Gonna Do for Me (1981)
- Chaka Khan (1982)
- I Feel for You (1984)

### Paul McCartney
- Flowers in the Dirt (1989)
- Tripping the Live Fantastic (1990)
- Unplugged (1991)
- Off the Ground (1993)
- Paul Is Live (1993)

### Ringo Starr & His All-Starr Band
- 2008 : Ringo Starr & His All Starr Band Live 2006
- 2010 : Live at the Greek Theatre 2008

### Participations
- 1976 – "A Love of Your Own" – Ned Doheny
- 1976 : Up - Dick Morrissey & Jim Mullen
- 1977 : The Atlantic Family Live at Monterey
- 1990 : River of Love - David Foster
- 2000 : Jimjam - Jim Mullen (2000)
- 2017 – Three Sixty – The 360 Band
- 2018 – James Brown Is Annie II – James Brown Is Annie

## Vidéographie
- Unplugged de Paul McCartney (1991)
- Paul Is Live de Paul McCartney (1993)